# Fontanone visconteo
Il fontanone visconteo è stata la più importante fontana medioevale di Bergamo, si trova in piazza Reginaldo Giuliani, un tempo piazza del Mercato del lino e nel XVIII secolo piazza del Mercato del pesce, dietro Piazza del Duomo.
Il fontanone è incorporato nel palazzo neoclassico dell'Ateneo di scienza di Bergamo. Il fontanone era una delle 16 fontane presenti in Bergamo, venne così chiamata per la grande capienza della sua cisterna.

## Storia
La parte di Bergamo dietro piazza Vecchia e piazza del Duomo, subì nei secoli diverse trasformazioni, ricerche archeologiche rilevano che vi fosse il Foro Romano, con una domus e una fontana alimentata da una condotta d'acqua in piombo citata come fontana Berlina, forse presente in piazza del Duomo, e la fontana di Antescolis, entrambi presenti sulla piazza detta mercato del pesce, da qui la necessità che vi fosse acqua corrente. 

La città alta di Bergamo nel XIV secolo, era molto abitata, e suddivisa in vicinie, ognuna di queste aveva una fontana. Il fontanone fu eretto nel 1342, dal Podestà Gabrio Pozzobonelli e da Giovanni e Luchino Visconti, da qui il nome viscontea, allora signori di Milano inglobando la fontana Berlina, il termine fontanone le viene dalla grande cisterna che aveva la capacità fino a 43800 brente bergamasche, pari a circa 3000 m³. I documenti rogati negli anni successivi al 1342 in prossimità della fontana, la indicano come nuova fonte, più antica quella che dà il nome alla vicinia
(notaio Giovanni Parvis, 4 luglio 1343)

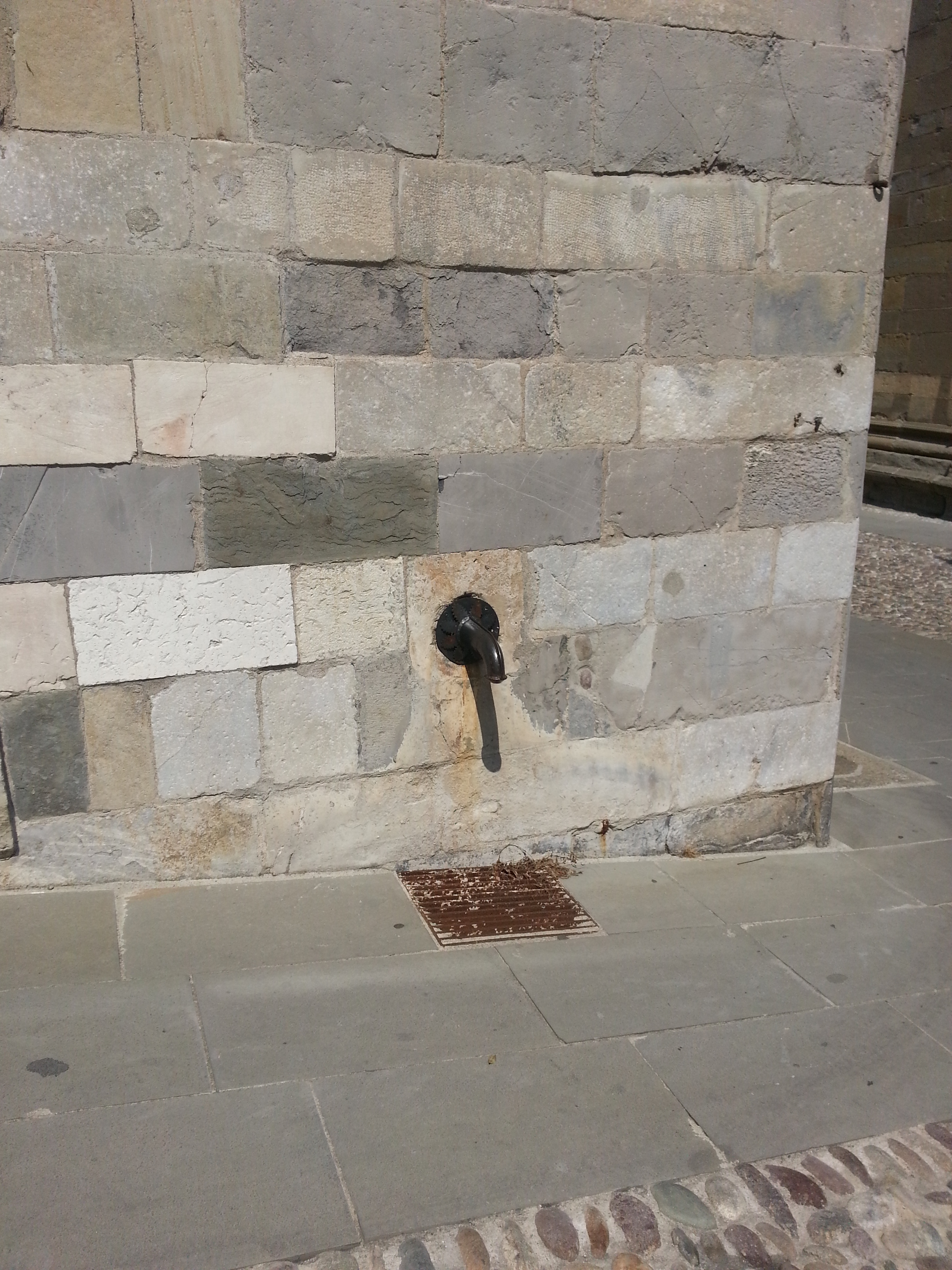
Piccola fontana posta sul lato più breve del fontanone, dove era possibile recuperare l'acqua a mezzo di una pompa idraulica.

 I Visconti l'avevano costruita, non solo per aver più acqua in città, ma anche per assicurarsi il rifornimento idrico in caso di assedio.

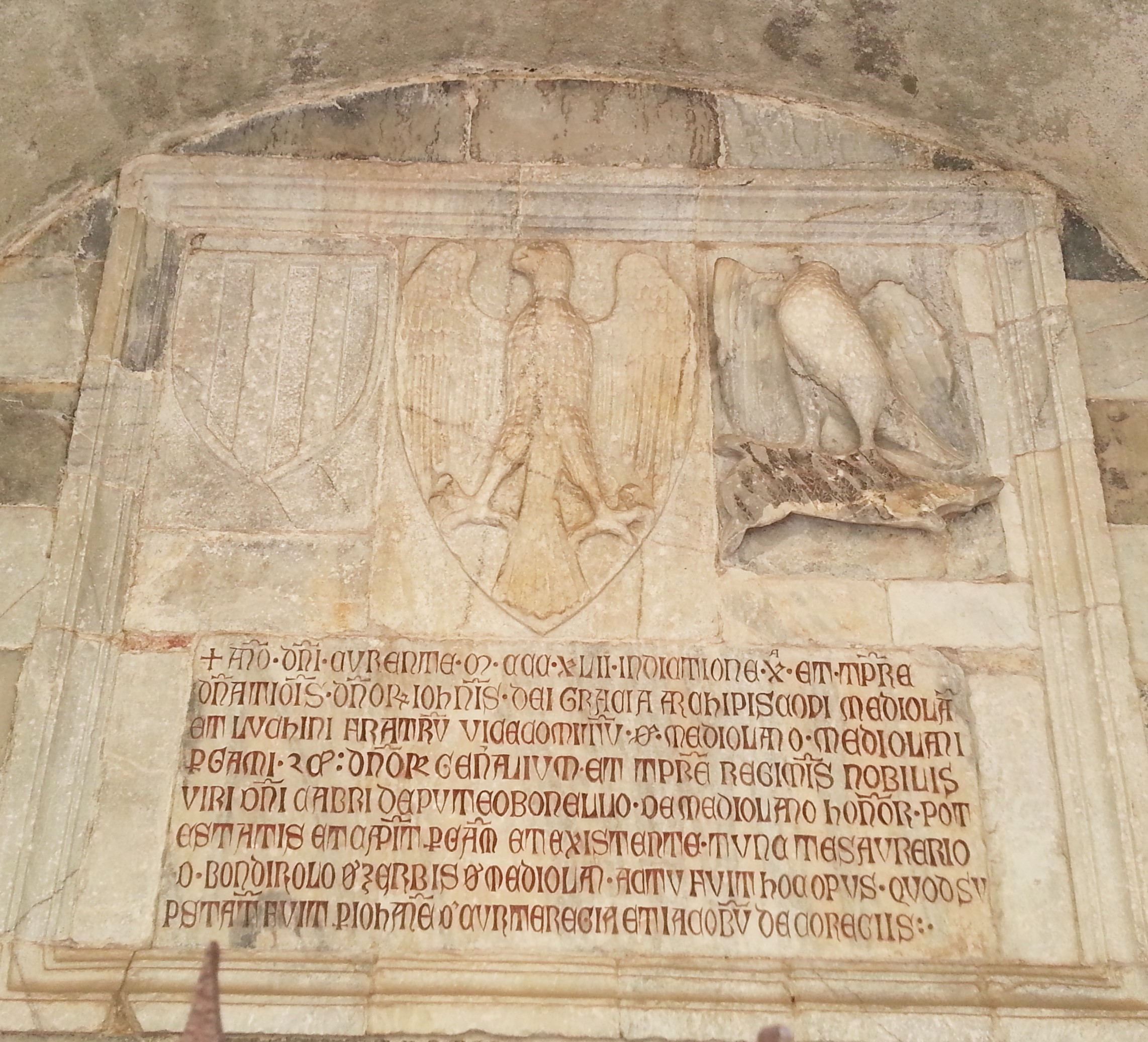
Epigrafe del fontanone visconteo

Due acquedotti sotterranei provvedevano a fornire l'acqua alle fontane, il fontanone era alimentato dall'acquedotto dei Vasi o di Castagneta, acquedotto di origine romana, che era lungo 3.5 km., prendeva le acque dei colli a nord della città. Le acque convogliavano in una grande vasca che poi si diramava in canali per servire le diverse fontane.
Questo sistema, modificato in parte, dopo la costruzione delle mura veneziane fu funzionale fino al 1892 quando venne costruito un nuovo impianto che rispondesse alle nuove esigenze, con la costruzione di nuovi lavatoi quello in via della Boccola, in Borgo canale e il lavatoio in via Lupo.
Nel 1743 il comune di Bergamo decide di raccogliere tutti i reperti archeologici sparsi nella città per farne un museo, la raccolta ebbe la durata di dieci anni, al termine dei quali il materiale era talmente tanto da necessitare di una location adatta; inizialmente la parte superiore del fontanone venne usata come deposito di questa archeologia, che era di proprietà di Costantino Gallizioli, il quale diede incarico all'architetto veronese Alessandro Pompei di progettare la costruzione di un palazzo da adibire a museo, che venne ultimato nel 1768, mettendo fine alla parte superiore del fontanone, anche se il bacino risulterà carico delle sue acque fino alla metà del XX secolo.

La grande cisterna, vuota dall'acqua che conteneva, divenne nel 2012 locazione per una mostra di Arte povera, esponendo un'opera dell'artista Gilberto Zorio.

## Descrizione
Il fabbricato ha la forma neoclassica con uno scalone a due rampe contrapposte, che conduce al piano rialzato sede dell'ateneo.

La grande cisterna può essere vista attraverso una grata posta sul lato più corto del fabbricato, dove una pompa, ora non funzionante, riportava l'acqua ad una piccola fontana laterale. Il fontanone, era composto da conci bicromi in marmo scuri e chiari, che si possono ancora osservare alla base del fabbricato, era quindi simile alle altre fontane cittadine, posta nella sua fornice, ma con un serbatoio maggiore delle altre, serbatoio che era accessibile per ogni tipo di riparazione e manutenzione.
Internamente il fontanone era formato da un alto piano a volta, a crociera ogivale, le cinque campate in cui era divisa, non corrispondono a quelle presenti nel fabbricato sovrastante composto da nove campate. 
Sotto lo scalone di ingresso è locato il cartiglio in caratteri onciali che riporta il nome dei due costruttori con gli stemmi e lo scudo della città che viene iscritta con il nome Pergamum come la famosa città della Misia famosa per l'invenzione della pergamena. La scritta ancora visibile AQ veniva incisa dove passava l'acquedotto cittadino.